# Хотни
Хотни — деревня в Карамышевской волости Псковского района Псковской области России.
Расположена в 15 км к северо-востоку от села Карамышево и в 52 км к востоку от центра города Пскова.
Численность населения деревни по состоянию на 2000 год составляла 6 человек.
До 1 января 2010 года деревня входила в состав ныне упразднённой Большезагорской волости.

## Население
| 2001 | 2002 | 2010 |
| ---- | ---- | ---- |
| 6    | ↗8   | ↘6   |